# Sayaka
Sayaka (jap. さやか, サヤカ) – żeńskie imię japońskie. 

## Znane osoby
- Sayaka Aida (さやか), japońska seiyū
- Sayaka Akimoto (才加). japońska idolka i aktorka
- Sayaka Aoki (さやか), japońska seiyū
- Sayaka Hirano (早矢香), japońska tenisistka stołowa
- Sayaka Hirota (彩花), japońska badmintonistka
- Sayaka Ichii (紗耶香), członkini japońskiej grupy Morning Musume
- Sayaka Kamiya (涼), japońska aktorka i modelka
- Sayaka Kinoshita (紗華), japońska seiyū
- Sayaka Kobayashi (さやか), japońska seiyū i aktorka
- Sayaka Murata (沙耶香), japońska pisarka
- Sayaka Ōhara (さやか), japońska seiyū
- Sayaka Yamaguchi (紗弥加), japońska aktorka

## Fikcyjne postacie
- Sayaka Kōno (さやか), bohaterka mangi i anime Princess Princess
- Sayaka Maizono (さやか), bohaterka serii Danganronpa
- Sayaka Miki (さやか), jedna z głównych bohaterek anime Puella Magi Madoka Magica
- Sayaka Murano (さやか), bohaterka aplikacji mobilnej Link! Like! Love Live!(inne języki)[1]
- Sayaka Nagisa (さやか), bohaterka serialu tokusatsu Dengeki Sentai Changeman
- Sayaka Yumi (さやか), bohaterka mangi i anime Mazinger Z